# Concours Eurovision de la chanson junior 2019
Share the Joy
- Pays participants
- Pays ayant déjà participé dans le passé mais pas en 2019

Minsk 2018 Varsovie 2020
Le Concours Eurovision de la chanson junior 2019 est la 17e édition du Concours Eurovision de la chanson junior. Le concours se déroule en Pologne, dans l'Arena Gliwice, dans la ville de Gliwice. Le concours a lieu le 24 novembre 2019. Il est remporté pour la deuxième fois consécutive par la Pologne, représentée par Viki Gabor avec sa chanson Superhero. C'est la première fois dans l'Eurovision Junior qu'un pays remporte le concours deux années de suite.

## Préparation du concours

### Lieu
| Ville    | Lieu                | Capacité |
| -------- | ------------------- | -------- |
| Cracovie | Tauron Arena Kraków | 20,400   |
| Gliwice  | Arena Gliwice       | 17,000   |
| Gdańsk   | Ergo Arena          | 15,000   |
| Łódź     | Atlas Arena         | 13,800   |
| Katowice | Spodek              | 11,500   |

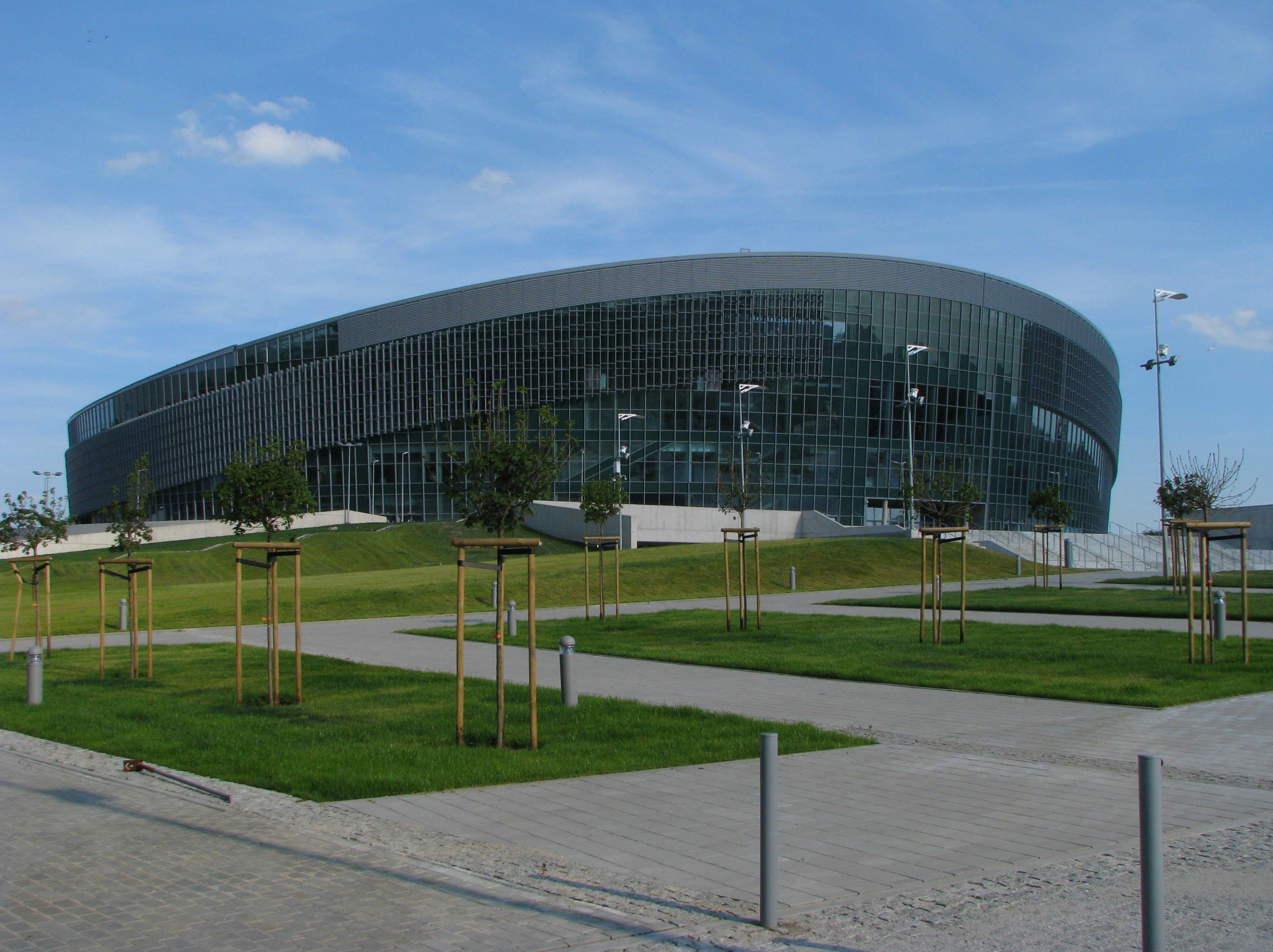
L'Arena Gliwice accueille cette 17e édition de l'Eurovision junior.

Le 10 décembre 2018, l'UER confirme que la Pologne accueillera le Concours 2019. Deux jours avant, il est révélé que le député de la ville de Gliwice, Jarosław Gonciarz, avait écrit au chef de TVP pour lui demander que le concours se déroule dans la ville, à l’Arena de Gliwice, récemment construite.
Le 23 février 2019, lors de la finale de la version polonaise de The Voice Kids, le présentateur de l'émission annonce qu'il ne reste plus que deux villes en compétition, une au nord et une au sud. TVP devait rendre sa décision dans les deux semaines qui suivaient cette annonce. Le 6 mars 2019, TVP annonce que la 17e édition aura lieu dans l'Arena Gliwice, à Gliwice, en Silésie.

### Slogan et identité visuelle
Le 13 mai 2019, le diffuseur TVP a révélé le slogan de l'édition : Share The Joy (en français Partagez la joie). Le logo a été révélé au même moment, ce dernier représente un cerf-volant aux couleurs vives. Le diffuseur hôte, TVP, le décrit tel que :

« Le logo du prochain Concours Eurovision de la Chanson Junior met en scène un cerf-volant aux couleurs vives qui symbolise la liberté, la lumière et les moments de joie partagés. Le concept créatif représente comment travailler ensemble nous rend meilleurs, plus forts et peut apporter joie et bonheur alors que nous célébrons les belles choses de la vie. »

### Présentateurs
Le 22 août 2019, l'UER et le diffuseur hôte TVP ont annoncé le nom des trois présentateurs de cette édition : Ida Nowakowska, présentatrice de télévision, actrice et danseuse ; Aleksander Sikora, présentateur de télévision et journaliste, et la gagnante de la précédente édition, Roksana Węgiel.

## Concours

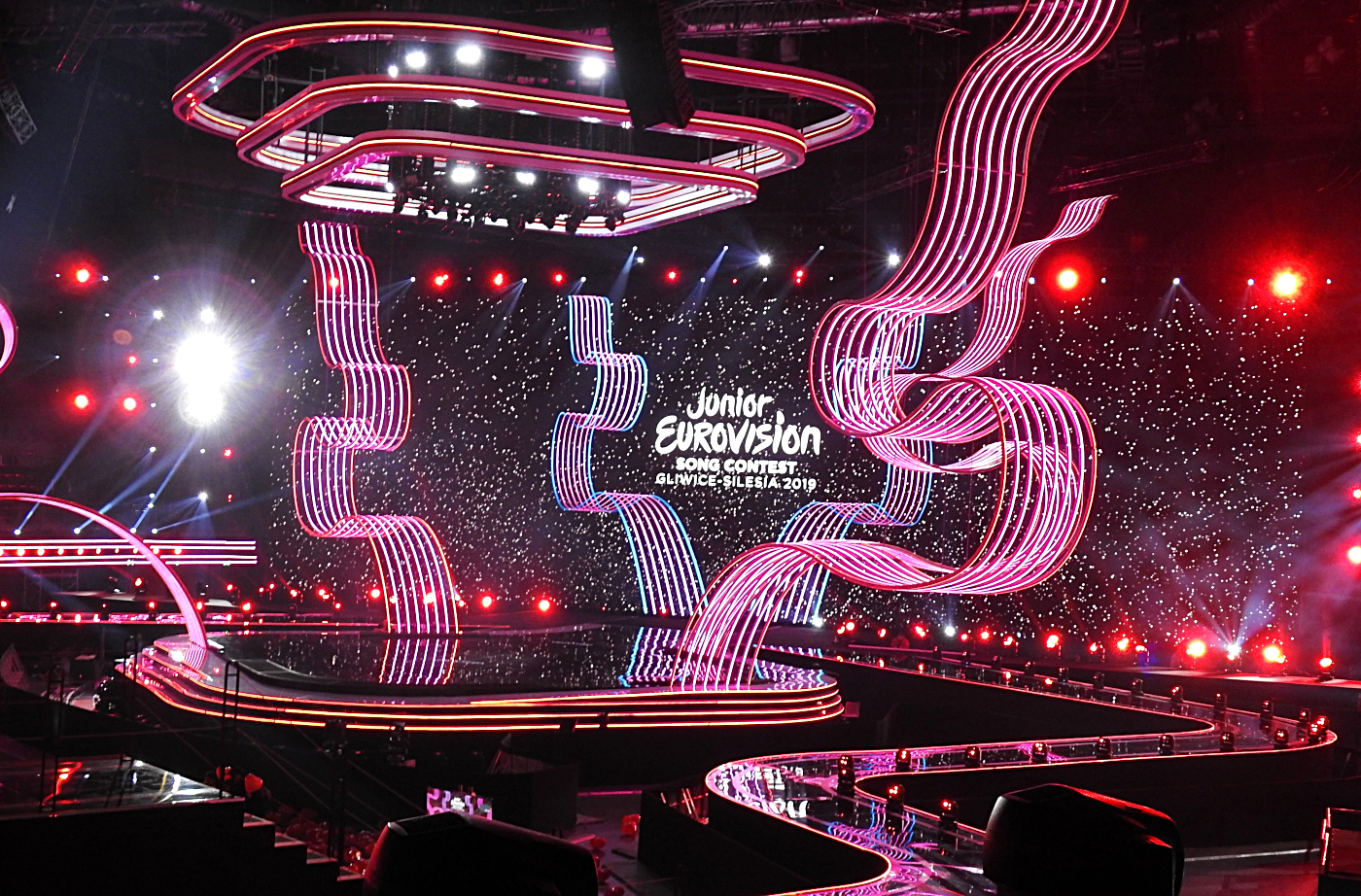
La scène du concours dans l'Arena Gliwice.

### Liste des participants
La liste des participants est publiée le 18 juillet 2019. Elle annonce la participation de dix-neuf pays au concours. Parmi eux, l'Espagne fait son retour tandis qu'Israël et l'Azerbaïdjan se retirent.
Par ailleurs, les pays suivants ont confirmé qu'il ne participeront pas à l'édition 2019 du Concours :
- Allemagne : le 10 mai 2019, KIKA, la chaîne pour enfants de l'ARD et de la ZDF, a confirmé que le pays ne participera pas au concours de 2019, leur programme de planification pour 2019 étant déjà achevé. Cependant, le diffuseur va être en contact avec la NDR et continue à s'intéresser au Concours.
- Azerbaïdjan : le 1er juillet 2019, malgré une précédente annonce prévoyant une participation au concours de 2019[7], İTV annonce le retrait du pays de la compétition en 2019, après être revenu en 2018[8].
- Bulgarie[9] : le 11 septembre 2018, le diffuseur BNT a annoncé qu’il ne prévoyait pas pour le moment de revenir au Concours. Cependant, la décision n’était pas officielle, car elle faisait référence à une certaine période.
Le 6 janvier 2019, la BNT a une seconde fois confirmé l'information via son compte Twitter officiel Eurovision. Le radiodiffuseur prévoit d'élire une nouvelle délégation et un conseil d'administration le 5 juillet 2019, après quoi une décision finale sera prise concernant la participation de la Bulgarie au Concours. Il a été révélé ultérieurement le 8 juin 2019 que la BNT avait amassé des dettes massives, et ont été déclarés en faillite, laissant leur participation dans le doute.
- Chypre : le 10 juin 2019, le diffuseur chypriote CyBC annonce qu'il ne reviendra pas en 2019. Le pays ne participe plus depuis 2017[10].
- Croatie : le 9 juin 2019, le diffuseur croate HRT annonce qu'il ne reviendra pas en 2019 pour des raisons financières. Le pays ne participe plus depuis 2014[11].
- Israël : le 27 décembre 2018, le diffuseur israélien KAN a annoncé qu'il envisagerait de participer au Concours au printemps 2019[12]. Le 13 juin 2019, il annonce finalement qu'il se retire de la compétition en 2019, après être revenu en 2018[13].
- Moldavie : le 31 mai 2019, le diffuseur moldave TRM annonce qu'il ne reviendra pas en 2019. Le pays ne participe plus depuis 2013[14].
- Monténégro : le 2 juin 2019, le diffuseur monténégrin RTCG annonce qu'il ne reviendra pas en 2019 pour des raisons financières. Le pays ne participe plus depuis 2015[15].
- Slovénie : le 9 juin 2019, le diffuseur slovène RTVSLO annonce qu'il ne reviendra pas en 2019 pour des raisons financières. Selon lui, le coût budgétaire d'une participation au Concours est trop élevé par rapport à l'horaire de diffusion. Le pays ne participe plus depuis 2015[16].
- Slovaquie : le 10 juin 2019, face à des rumeurs de participation, le diffuseur slovaque RTVS annonce qu'il ne débuterait pas au Concours en 2019[17].

### Résultats
| Ordre | Pays              | Artiste                               | Chanson                                        | Langue(s)            | Places | Points |
| ----- | ----------------- | ------------------------------------- | ---------------------------------------------- | -------------------- | ------ | ------ |
| 01    | Australie         | Jordan Anthony                        | We Will Rise                                   | Anglais              | 8      | 121    |
| 02    | France            | Carla                                 | Bim Bam Toi                                    | Français             | 5      | 169    |
| 03    | Russie            | Tanya Mezhentseva et Denberel Oorzhak | A Time for Us                                  | Russe, anglais       | 13     | 72     |
| 04    | Macédoine du Nord | Mila Moskov                           | Fire                                           | Macédonien, anglais  | 6      | 150    |
| 05    | Espagne           | Melani García                         | Marte                                          | Espagnol             | 3      | 212    |
| 06    | Géorgie           | Giorgi Rostiashvili                   | We Need Love                                   | Géorgien, anglais    | 14     | 69     |
| 07    | Biélorussie       | Liza Misnikova                        | Pepelny (Ashen) (Пепельный)                    | Russe, anglais       | 11     | 92     |
| 08    | Malte             | Eliana Gomez Blanco                   | We Are More                                    | Anglais, maltais     | 19     | 29     |
| 09    | Pays de Galles    | Erin Mai                              | Calon yn Curo (Heart beating)                  | Gallois              | 18     | 35     |
| 10    | Kazakhstan        | Yerzhan Maxim                         | Armanyñnan qalma (Арманыңнан қалма)            | Kazakh, anglais      | 2      | 227    |
| 11    | Pologne H T       | Viki Gabor                            | Superhero                                      | Polonais, anglais    | 1      | 278    |
| 12    | Irlande           | Anna Kearney                          | Banshee                                        | Irlandais            | 12     | 73     |
| 13    | Ukraine           | Sofia Ivanko                          | The Spirit of Music                            | Ukrainien, anglais   | 15     | 59     |
| 14    | Pays-Bas          | Matheu                                | Dans Met Jou                                   | Néerlandais, anglais | 4      | 186    |
| 15    | Arménie           | Karina Ignatyan                       | Colours of Your Dream                          | Arménien, anglais    | 9      | 115    |
| 16    | Portugal          | Joana Almeida                         | Vem Comigo (Come With Me)                      | Portugais, anglais   | 16     | 43     |
| 17    | Italie            | Marta Viola                           | La Voce Della Terra                            | Italien, anglais     | 7      | 129    |
| 18    | Albanie           | Isea Çili                             | Mikja ime fëmijëri                             | Albanais             | 17     | 36     |
| 19    | Serbie            | Darija Vračević                       | Podigni Glas (Raise Your Voice) (Подигни Глас) | Serbe, anglais       | 10     | 109    |

#### Allocation des «12 points»
12 est le maximum de points  que peut recevoir un pays, ils ont été attribués de cette manière :
| Nombre | Récipiendaire     | Votants                                                                  |
| ------ | ----------------- | ------------------------------------------------------------------------ |
| 7      | Kazakhstan        | Géorgie, Biélorussie, Pays de Galles, Pologne, Ukraine, Pays-Bas, Serbie |
| 4      | Pays-Bas          | Australie, France, Arménie, Portugal                                     |
| 2      | Pologne           | Espagne, Kazakhstan                                                      |
| 2      | Espagne           | Italie, Albanie                                                          |
| 1      | Australie         | Russie                                                                   |
| 1      | Serbie            | Macédoine du Nord                                                        |
| 1      | Macédoine du Nord | Malte                                                                    |
| 1      | Italie            | Irlande                                                                  |

#### Tableau des votes
|                   | Jurys | Jurys  | Vote internet | Vote internet | Total | Total  |
| Pays              | Place | Points | Place         | Points        | Place | Points |
| ----------------- | ----- | ------ | ------------- | ------------- | ----- | ------ |
| Australie         | 7e    | 82     | 13e           | 39            | 8e    | 121    |
| France            | 6e    | 85     | 3e            | 84            | 5e    | 169    |
| Russie            | 15e   | 15     | 8e            | 57            | 13e   | 72     |
| Macédoine du Nord | 5e    | 100    | 9e            | 50            | 6e    | 150    |
| Espagne           | 3e    | 108    | 2e            | 104           | 3e    | 212    |
| Géorgie           | 13e   | 37     | 15e           | 32            | 14e   | 69     |
| Biélorussie       | 11e   | 44     | 10e           | 48            | 11e   | 92     |
| Malte             | 18e   | 2      | 18e           | 27            | 19e   | 29     |
| Pays de Galles    | 16e   | 9      | 19e           | 26            | 18e   | 35     |
| Kazakhstan        | 1re   | 148    | 5e            | 79            | 2e    | 227    |
| Pologne           | 2e    | 112    | 1re           | 166           | 1re   | 278    |
| Irlande           | 12e   | 39     | 14e           | 34            | 12e   | 73     |
| Ukraine           | 14e   | 28     | 16e           | 31            | 15e   | 59     |
| Pays-Bas          | 4e    | 105    | 4e            | 81            | 4e    | 186    |
| Arménie           | 8e    | 70     | 11e           | 45            | 9e    | 115    |
| Portugal          | 19e   | 0      | 12e           | 43            | 16e   | 43     |
| Italie            | 9e    | 65     | 6e            | 64            | 7e    | 129    |
| Albanie           | 17e   | 7      | 17e           | 29            | 17e   | 36     |
| Serbie            | 10e   | 46     | 7e            | 63            | 10e   | 109    |

## Retransmission du Concours
| Pays              | Chaîne télé         | Commentateurs                           | Porte-paroles                |
| ----------------- | ------------------- | --------------------------------------- | ---------------------------- |
| Albanie           | RTSH                |                                         | Efi Gjika                    |
| Arménie           | Arménie 1           |                                         | Erik Antonyan                |
| Australie         | SBS                 |                                         |                              |
| Biélorussie       | BTRC                | Evgeny Perlin                           |                              |
| Espagne           | La 1                | Tony Aguilar et Julia Varela            | Violeta Leal                 |
| France            | France 2            | Stéphane Bern, Sandy Héribert           | Karolina                     |
| Géorgie           | GPB                 | Demetre Ergemlidze et Tamar Edilashvili | Anastasia Garsevanishvili    |
| Irlande           | TG4                 |                                         |                              |
| Italie            | Rai                 | Mario Acampa                            | Maria Iside Fiore            |
| Kazakhstan        | Khabar              |                                         |                              |
| Macédoine du Nord | MRT                 |                                         |                              |
| Malte             | PBS Malte           |                                         |                              |
| Pays-Bas          | AVROTROS            | Buddy Vedder                            | Anne Buhre                   |
| Pays de Galles    | S4C                 | Trystan Ellis-Morris et Stifyn Parri    |                              |
| Pologne           | TVP 1 / TVP Polonia | Artur Orzech                            | Marianna Józefina Piątkowska |
| Portugal          | RTP                 | Nuno Galopim                            |                              |
| Russie            | Rossiya 1           | Vadim Tekmenev et Lera Kudryavtseva     | Khryusha                     |
| Serbie            | RTS                 |                                         | Bojana Radovanović           |
| Ukraine           | UA:PBC              |                                         | Darina Krasnovetska          |